# Marcus Aurelius Papirius Dionysius
Marcus Aurelius Papirius Dionysius (geboren im 2. Jahrhundert; gestorben um 190) war ein spätklassischer römischer Jurist. Er war von ritterlicher Herkunft und übte in seiner Karriere mehrere juristische Ämter aus, wobei er bis zum (möglicherweise nur designierten) Praefectus Aegypti aufstieg.
Marcus Aurelius Papirius Dionysius begann seine Laufbahn unter Mark Aurel, wo er neben mehreren Verwaltungsposten auch das Amt eines sacerdos confarreationum et diffarreationum ausgeübt hatte, der für die altertümliche Form der römischen Eheschließung zuständig war. Nachdem er als juristischer Ratgeber (centenario consiliario Augusti) des Kaisers in dessen Beratergremium (consilium principis) aufgenommen war, wurde er anschließend unter Kaiser Commodus zum Leiter der kaiserlichen Libellkanzlei (a libellis), zusammen in Personalunion mit der parallelen Geschäftsleitung des Kaisergerichts (a cognitionibus) bestellt. Es folgte seine Erhebung zum Präfekten, nämlich zum praefectus annonae von Rom, um dann im Jahr 188 letztendlich zum praefectus Alexandreae et Aegypti aufzusteigen.
Ob Dionysius sein Amt in Ägypten jemals antrat, ist unklar – die papyrologischen Belege sprechen eher dagegen, dass er die Arbeit in der Provinz aufnahm. Die Kabalen des umtriebigen Marcus Aurelius Cleander bewirkten nämlich, dass Marcus Aurelius Papirius Dionysius von seinen Pflichten als Präfekt von Ägypten direkt wieder entbunden und erneut als Getreidepräfekt eingesetzt wurde. Aus Rache für die Demütigung nutzte der Präfekt sein Amt dazu aus, eine sich anbahnende Hungersnot in Rom künstlich zu forcieren, indem er die Kornreserven durch Täuschung absichtlich vorenthielt. Er löste damit wahrscheinlich im Circus Maximus während eines Pferderennens eine Revolte aus und verstand es, Marcus Aurelius Cleander als den verantwortlichen Auslöser der Unruhen hinzustellen. Commodus ließ daraufhin, um die aufgebrachte Volksmenge zu besänftigen, den scheinbaren Urheber der Nahrungsmittelknappheit und auch dessen Sohn umbringen.
Noch im gleichen Jahr ereilte Marcus Aurelius Papirius Dionysius das gleiche Schicksal. Er wurde vermutlich aufgrund der Ereignisse im Zusammenhang mit seinem Amt als Getreidepräfekt auf Geheiß des Kaisers hingerichtet.
Papirius Dionys zählte nicht zu den herausragenden Juristen Roms. Bekannt wurde er auch nicht als schriftstellerisch ambitionierter Jurist, sodass fachspezifische Abhandlungen und Werke bei ihm vergeblich gesucht werden.